# Gustaf Ruckman
Gustaf Henry Ruckman, född 19 oktober 1883 i Jakobs församling i Stockholm, död 23 mars 1952 i Hedvig Eleonora församling i Stockholm, var en svensk musiker, röstpedagog och musikskriftställare.
Gustaf Ruckman var son till planmätningsingenjör Gustaf Ruckman och Pauline Heimanson. Han studerade violin, röstvetenskap och sångpedagogik i Stockholm och Berlin innan han blev förste violinist i Kungliga Hovkapellet, vilket han var under perioden 1902–1908 och sedan förste sekundviolinist i Stockholms Konsertförening 1904–1906. Ruckman var verksam som röstpedagog i Stockholm, och han var sekreterare i Svenska sångpedagogförbundet 1933–1934 samt ordförande där från 1937. Han gjorde studieresor till Tyskland och Österrike 1922. Ruckman var även medarbetare i olika tidskrifter.
Han var gift från 1913 till 1918 med skribenten och författaren Linda Öberg (1885–1973). Han är begravd på Norra begravningsplatsen utanför Stockholm.